# 미스 에이전트 2
《미스 에이전트 2: 라스베가스 잠입사건》(영어: Miss Congeniality 2: Armed and Fabulous 혹은 영어: Miss Congeniality 2)은 미국에서 제작된 존 파스퀸 감독의 2005년 버디 액션 코미디 영화이다. 이 영화는 2000년 영화 《미스 에이전트》의 속편이다. 샌드라 불럭이 전편과 마찬가지로 주연을 맡고 제작에도 참여하였다. 윌리엄 섀트너, 어니 허드슨, 헤더 번스 역시 전편과 동일한 역을 이어 연기하였으며, 리지나 킹, 엔리케 머시아노, 디드릭 베이더, 트리트 윌리엄스 등이 새로 투입되었다. 
평단으로부터 대체로 부정 평가를 받았다.

## 줄거리
FBI 요원 그레이스는 전편에서 맡았던 임무로 인해 전국에 신상이 알려져 현장 업무가 불가능해진다. 심지어 전편에서 맺어졌던 동료 요원 에릭 매슈스에게 차이기까지 하자 그레이시는 FBI 대변인 자리를 승낙한다. 곧 전편 미인 대회의 우승자와 사회자가 납치된다.

## 출연
- 샌드라 불럭 - 그레이시 하트 역
- 리지나 킹 - 샘 풀러, 경호 역
- 엔리케 머시아노 - 제프 포먼, 라스베이거스 요원 역
- 윌리엄 섀트너 - 스탠리 "스탠" 필즈, 전편 미인 대회 사회자 역
- 어니 허드슨 - 해리 맥도널드 역
- 헤더 번스 - 셰릴 프레이저, 전편 미인 대회 우승자
- 디드릭 베이더 - 조엘 마이어스, 스타일리스트 역
- 트리트 윌리엄스 - 월터 콜린스, 치안정감 역
- 에이브러햄 벤루비 - 루 스틸 역
- 닉 오퍼먼 - 칼 스틸 역
- 아일린 브레넌 - 캐럴 필즈 역
- 엘리자베스 롬 - 재닛 매캐런 역
- 레슬리 그로스먼 - 팸 역
- 루시아 스트러스 - 저닌 역
- 돌리 파튼 - 본인 역

## 기타 제작진
- 공동 제작: 게지너 불럭프라도
- 협력 제작: 스콧 일라이어스
- 보조 제작: 엔드릭 리케이
- 배역: 레이 패버로, 낸시 포이
- 미술: 마허 아매드
- 세트: 레슬리 E. 롤린스
- 의상: 디나 어펠

## 우리말 녹음
SBS 성우진
- 정미숙 - 그레이시 하트 (샌드라 불럭)
- 이미자 - 샘 풀러 (리지나 킹)
- 김용준 - 제프 포먼 (엔리케 머시아노)
- 황윤걸 - 스탠 필즈 (윌리엄 섀트너)
- 변영희 - 조엘 마이어스 (디드릭 베이더)
- 장광 - 해리 맥도널드 (어니 허드슨)
- 양석정 - 월터 콜린스 (트리트 윌리엄스)
- 손정아 - 캐럴 필즈 (아일린 브레넌)
- 박선영 - 재닛 매캐런 (엘리자베스 롬)
- 조동희
- 박소라
- 민지
- 홍진욱